# Cammile Adams
Cammile Adams (Houston, 11 de septiembre de 1991) es una nadadora estadounidense de estilo mariposa. Adams participó en los Juegos Olímpicos de Londres 2012 donde fue quinta en la final de los 200 m mariposa. Cammile es hermana gemela de la también nadadora Ashley Adams